# Kościół Wniebowzięcia Najświętszej Maryi Panny w Kołakach Kościelnych
Kościół Wniebowzięcia Najświętszej Maryi Panny – rzymskokatolicki kościół parafialny należący do dekanatu Zambrów diecezji łomżyńskiej.

## Historia
Obecna świątynia została wzniesiona z kamienia w 1834 roku. W latach 1980–1984 została gruntownie wyremontowana i rozbudowana dzięki staraniom księdza proboszcza Walentego Gumowskiego. Budowla została konsekrowana w dniu 15 września 1985 roku przez biskupa łomżyńskiego Juliusza Paetza.
W murze kościoła wmurowane są dwie tablice epitafijne. Jedna jest poświęcona Stanisławowi Detynieckiemu, dziedzicowi wsi Kiełczewo, zmarłego w dniu 18 stycznia 1861 roku w wieku 45 lat. Druga z kolei jest poświęcona Janowi Piwońskiemu urodzonemu w dniu 18 października 1774 roku i zmarłemu w dniu 13 sierpnia 1842 roku.